# Carios coniceps
Carios coniceps är en fästingart som beskrevs av Giovanni Canestrini 1890. Carios coniceps ingår i släktet Carios och familjen mjuka fästingar.
Artens utbredningsområde är Israel. Inga underarter finns listade.